# Сегеди, Чанад
Чанад Сегеди (венг. Szegedi Csanád) — венгерский политик и бывший депутат Европейского парламента.

## Биография
Родился 22 сентября 1982 года. С 2003 по 2012 гг. был членом ультраправой националистической политической партии Йоббик, известной, среди прочего, своей антисемитской направленностью. В 2012 году Сегеди, признавшись в имеющихся у него еврейских корнях, привлёк к себе международное внимание. Его обвинили в попытке сохранить этот факт в секрете. Впоследствии Сегеди покинул все политические должности в Йоббике. Став религиозным евреем, в 2016 году переехал в Израиль.

## Личная жизнь
Сегеди родился в Мишкольце. Его отец Миклош Сегеди — знаменитый скульптор, резчик по дереву, а его мать Каталин Мольнар (урожденная Майзельс) — еврейка, инженер-программист. У него есть брат Мартин Сегеди, который был кандидатом в мэры Мишкольца от партии Йоббик, но покинул партию в 2012 году.
Окончил Университет реформатской (кальвинистской) церкви Кароли Гаспара в Венгрии. В период с 1999 по 2010 год он организовывал поездки в Трансильванию, историческую область, принадлежащую Венгрии до 1920 года. В 2002 году Сегеди опубликовал книгу о старовенгерских личных именах. Между 2006 и 2012 годами у него также была фирма по изготовлению одежды под названием Турул, названная в честь мифической птицы венгерских легенд.
До признания им еврейской родословной Сегеди прослыл ярым антисемитом. В июне 2012 года Сегеди сообщил, что он узнал, что его дедушка и бабушка по материнской линии были евреями. Бабушка выжила в концентрационном лагере Освенцим, а дед был на принудительных трудовых работах. Сегеди воспитывался отцом-реформатом (кальвинистом) на венгерском языке, и сначала не интересовался собственными еврейскими корнями и еврейской религией. Сегеди считал себя человеком, который несмотря на «еврейские корни в своей родословной, всегда ощущал себя 100 % венгром». После признания он обратился к раввину Шломо Ковашу из Любавичского движения за помощью. Он принял имя Давид, стал носить кипу, выучил иврит, посетил Израиль и прошел обряд обрезания. Сегеди сейчас живёт как верующий еврей, соблюдает субботу и посещает синагогу.
В августе 2012 года он принес извинения раввину Кевзу за свои антисемитские высказывания, а в 2013 году он отправился в Израиль, где он и его жена посетили Западную стену и музей Яд ва-Шем. Он начал интересоваться искусством; в его картинах чувствуется увлечение недавно обретенной религией.
Был снят документальный фильм Keep Quiet («Соблюдая тишину») о сложном перерождении человека из антисемита в ортодоксального еврея.

## Политическая карьера
Он вступил в партию Йоббик (За лучшую Венгрию), считающуюся в момент её создания ведущей ультраправой политической партией в стране. В 2006 году стал вице-президентом партии. В 2007 году он был одним из основателей Венгерской гвардии, которая была запрещена в 2009 году. В период с 2005 по 2009 год он был лидером партии в округе Боршод-Абауй-Земплен. С 2009 года он работал в Европейском парламенте в Брюсселе.
Его политические взгляды часто описывались различными СМИ как противника ЕС, ненавидящего цыган и евреев. Сегеди изложил их в книге «Я верю в воскресение Венгрии». Будучи активным членом Европейского парламента, он открыто выступал за то, чтобы покинуть Европейский Союз и создать «новый Туранский альянс» с государствами Центральной Азии. Сегеди заплатил зарплату из бюджета Европарламента трём «местным помощникам» члена парламента — Элоду Новаку, Балажу Молнару и Роланду Курке. Они, по словам Тамаса Полгара, более известного как Томкат, были членами редакционной коллегии сайта kuruc.info — расистского веб-сайта, связанного с Йоббиком.
28 июля 2012 года Сегеди опубликовал заявление для прессы, которое было воспроизведено на веб-сайте партии, что он отказывается одновременно от всех должностей, которые занимал в партии. Сегеди выразил желание остаться членом Европейского парламента. В заявлении партии Йоббик утверждалось, что известие о еврейской родословной его матери «не представляло угрозы для его позиций в партии». В заявлении также было сказано, что депутат Европарламента (Сегеди) знал о своем происхождении раньше, чем заявил. И даже пытался скрыть этот факт от общественности. Предположительно, в 2010 году он, желая предотвратить публикацию материалов о его еврейских корнях, предлагал деньги [взятку]. Это категорически отрицал депутат Европарламента. Подобное поведение подтолкнуло вице-президента партии Элода Новака потребовать от (Сегеди) полной отставки, охарактеризовав его действия как «спираль лжи». Было заявлено, что главный вопрос здесь — это предполагаемый подкуп, а не еврейские корни.
После перехода в иудаизм Сегеди приобрёл тысячи экземпляров своей книги и сжёг их. По его словам, он понял, что Йоббик предлагает «только бьющую через край ненависть к людям».